# Museu de Tolosa
El Museu de Tolosa, oficialment i en francès Muséum de Toulouse, és el Museu d'Història Natural ubicat al districte de Busca-Montplaisir de la ciutat de Tolosa. Amb una superfície de prop de 6.000 m², alberga una col·lecció de més de dos milions i mig de peces.

## Història
Va ser creat el 1796 pel naturalista Philippe-Isidore Picot de Lapeyrouse, a les antigues instal·lacions del convent dels Carmelites Descalços. Es va obrir al públic el 1865 sota la direcció d'Édouard Filhol. Va ser el primer museu del món en obrir una galeria de galeria prehistòrica, amb la col·laboració d'Émile Cartailhac, Jean-Baptiste Noulet i Eugène Trutat.

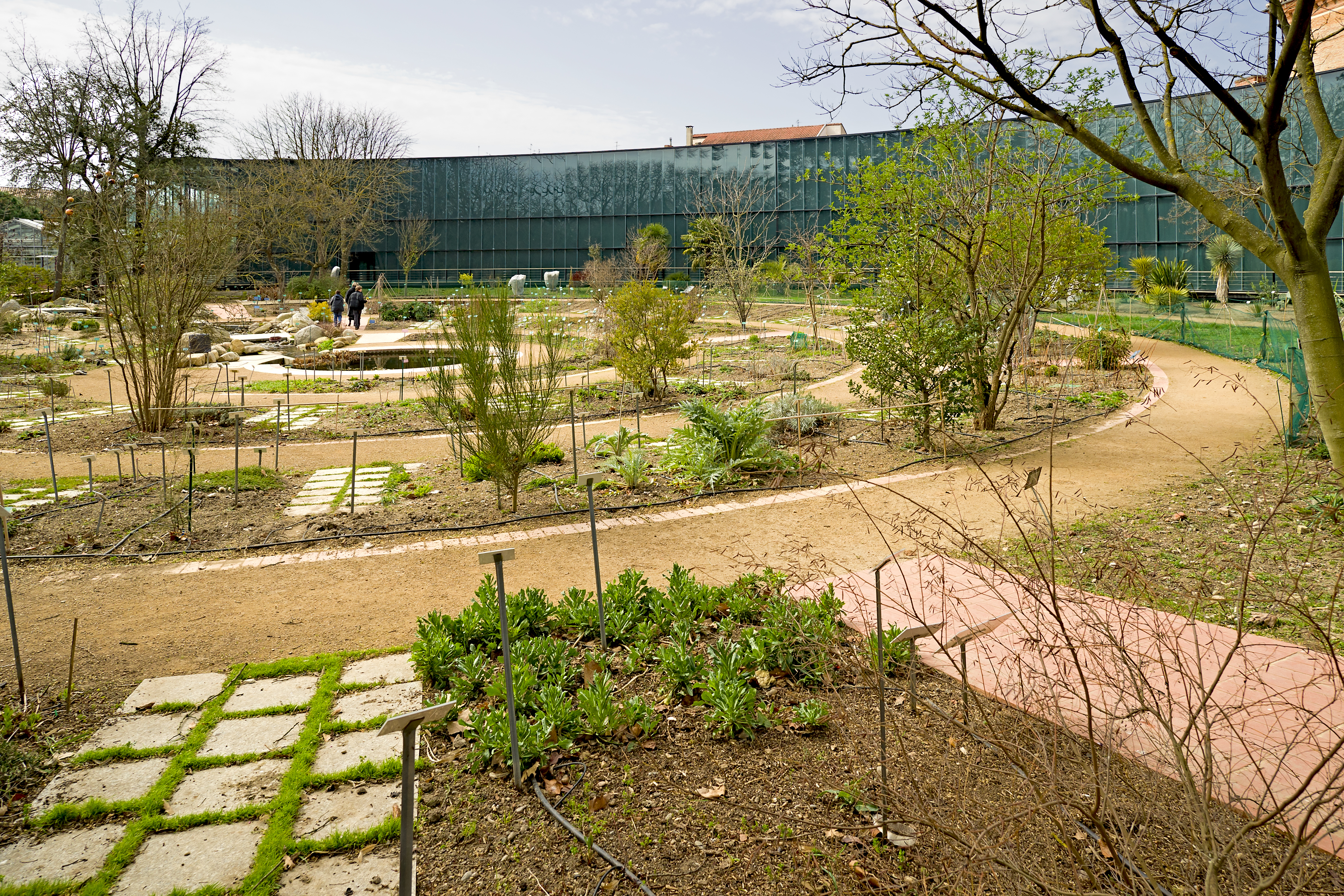
El Jardí botànic Henri Gaussen - L'espiral etnobotànica

A causa del descobriment de febleses estructurals a l'edifici del museu, les instal·lacions es van tancar al públic el 1997. El 1999 es va presentar un nou disseny. L'espai va romandre en construcció durant diversos anys i va ser reorganitzat entorn de diversos llocs al voltant de Tolosa. Després de deu anys de tancament, el museu va reobrir les portes el desembre de 2007 per a grups escolars i fou el dissabte, 26 de gener de 2008 quan va inaugurar oficialment per a tots els ciutadans. Amb aquesta rehabilitació es va doblar l'àrea construïda. Actualment, l'àrea dedicada a exposicions és de 3000 m² dividits en tres plantes.
El nou museu es basa en una escenografia contemporània, i fou dissenyat i construït per l'arquitecte i escenògraf Xavier Leroux-Cauche. El projecte va ser desenvolupat per l'arquitecte Jean-Paul Viguier i unificà en un conjunt els tres components de l'edifici: la part històrica, el jardí botànic i la part moderna.

## Organització del museu
L'antic Museu d'Història Natural es va convertir en el Museu de Toulouse. El nou nom feia referència a totes les ofertes d'exposicions i esdeveniments desplegats en les tres zones de servei: L'espai històric, anomenat el Museu d'Història Natural, situat al cor del Jardí de Plantes de Toulouse, la Maourine a Borderouge, els jardins del Museu, i Ramier.

## Col·leccions
La col·lecció d'ous de Jacques Perrin de Brichambaut (1920-2007) va ser adquirida el 2010 pel museu, provinent de col·leccions privades, complementades per ornitòlegs reconeguts com Guichard, Henri Heim de Balsac i René de Naurois.

## Conservació i manteniment de col·leccions

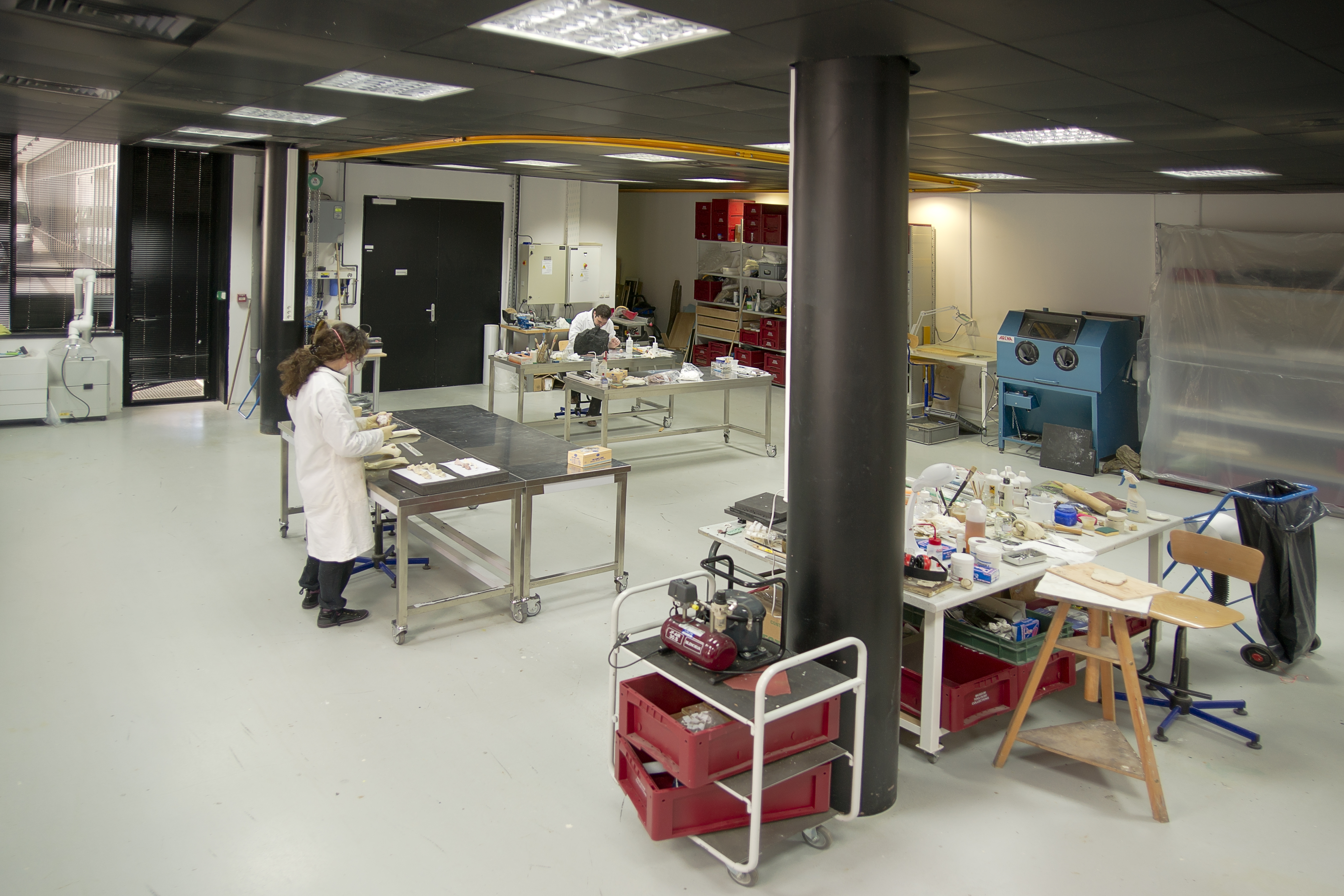
Una preparació al laboratori

- El museu compta amb un nombre de personal tècnic, incloent un gran laboratori de preparació de la taxidèrmia, que també s'utilitza per a la neteja i el manteniment de parts de Paleontologia i mineralogia.
- Un elefant asiàtic del Museu d'Història Natural va ser restaurat per a la reobertura del museu. L'elefant, anomenat Punch, va ser donat l'11 de desembre de 1907 pel Circ Pinder i fou una atracció estrella de la creació. Havia sigut naturalitzat per Philippe Lacomme, qui va inventar un procés de naturalització que és encara avui (2014) una referència. Consisteix en una estructura, coberta amb suro, que dibuixa el contorn dels elefants. Tot és desmuntable en 12 peces. A continuació, la pell de l'animal es col·loca en un bastidor. L'elefant és de nou al vestíbul de l'entrada.[5]